# Стеван Мічич
Стеван Мічич (англ. Stevan Mićić, серб. Стеван Мићић; нар. 4 квітня 1996, Меса, штат Аризона) — американський та сербський борець вільного стилю, дворазовий бронзовий призер чемпіонатів Європи, срібний призер Європейських ігор, учасник Олімпійських ігор.

## Життєпис
Народився у місті Меса, штат Аризона, США в родині Стевана і Лорі Мічич. Має двох сестер — Іванну і Тетяну.
Боротьбою почав займатися з 2004 року. Представляв США на кадетському і юніорському рівнях. У 2015 році завоював бронзову медаль чемпіонату світу серед юніорів. З 2018 року вирішив виступати під прапором Сербії — батьківщини своїх батьків. У 2018 році завоював першу в історії Сербії медаль чемпіонату Європи у вільній боротьбі.
У 2019 році дебютував на дорослому чемпіонаті світу, де посів п'яте місце, що дало йому право виступити на літніх Олімпійських іграх 2020 року в Токіо. На Олімпіаді поступився у першому ж поєдинку Такахасі Юкі з Японії (0:7) і вибув з турніру.
Виступає за борцівський клуб Cliff Keen, Мічиган. Тренер — Алекс Цирцис.
Навчався в Університеті Мічигану. Здобув ступінь бакалавра з соціології навесні 2019 року. Поступив в аспірантуру, здобувши ступінь магістра в галузі спортивного менеджменту.

## Спортивні результати на міжнародних змаганнях

### Виступи на Олімпіадах
| Змагання                    | Збірна | Вагова категорія          | Місце |
| --------------------------- | ------ | ------------------------- | ----- |
| Літні Олімпійські ігри 2020 | Сербія | вільна боротьба, до 57 кг | 14    |

### Виступи на Чемпіонатах світу
| Змагання                        | Збірна | Вагова категорія          | Місце  |
| ------------------------------- | ------ | ------------------------- | ------ |
| Чемпіонат світу з боротьби 2019 | Сербія | вільна боротьба, до 57 кг | 5      |
| Чемпіонат світу з боротьби 2022 | Сербія | вільна боротьба, до 57 кг | Бронза |
| Чемпіонат світу з боротьби 2023 | Сербія | вільна боротьба, до 57 кг | Золото |

### Виступи на Чемпіонатах Європи
| Змагання                         | Збірна | Вагова категорія          | Місце  |
| -------------------------------- | ------ | ------------------------- | ------ |
| Чемпіонат Європи з боротьби 2018 | Сербія | вільна боротьба, до 57 кг | Бронза |
| Чемпіонат Європи з боротьби 2020 | Сербія | вільна боротьба, до 57 кг | Бронза |
| Чемпіонат Європи з боротьби 2022 | Сербія | вільна боротьба, до 65 кг | 9      |
| Чемпіонат Європи з боротьби 2023 | Сербія | вільна боротьба, до 65 кг | 7      |

### Виступи на Європейських іграх
| Змагання              | Збірна | Вагова категорія          | Місце  |
| --------------------- | ------ | ------------------------- | ------ |
| Європейські ігри 2019 | Сербія | вільна боротьба, до 57 кг | Срібло |

### Виступи на Кубках світу
| Змагання                    | Збірна | Вагова категорія          | Місце |
| --------------------------- | ------ | ------------------------- | ----- |
| Кубок світу з боротьби 2020 | Сербія | вільна боротьба, до 57 кг | 5     |

### Виступи на інших змаганнях
| Змагання                                           | Збірна | Вагова категорія          | Місце  |
| -------------------------------------------------- | ------ | ------------------------- | ------ |
| Міжнародний меморіал Дейва Шульца 2016             | США    | вільна боротьба, до 57 кг | Срібло |
| Середземноморські ігри 2018                        | Сербія | вільна боротьба, до 65 кг | Бронза |
| Відкритий чемпіонат Польщі з вільної боротьби 2018 | Сербія | вільна боротьба, до 57 кг | Золото |
| Турнір Маттео Пелліцоне 2020                       | Сербія | вільна боротьба, до 57 кг | Бронза |
| Меморіал Вацлава Циолковського 2021                | Сербія | вільна боротьба, до 57 кг | Золото |
| Середземноморські ігри 2022                        | Сербія | вільна боротьба, до 65 кг | Бронза |
| Гран-прі Іспанії з боротьби 2023                   | Сербія | вільна боротьба, до 61 кг | Золото |
| Турнір Дана Колова — Николи Петрова 2024           | Сербія | вільна боротьба, до 61 кг | Золото |

### Виступи на змаганнях молодших вікових груп
| Змагання                                      | Збірна | Вагова категорія          | Місце  |
| --------------------------------------------- | ------ | ------------------------- | ------ |
| Чемпіонат світу з боротьби серед кадетів 2013 | США    | вільна боротьба, до 54 кг | 15     |
| Чемпіонат світу з боротьби серед юніорів 2015 | США    | вільна боротьба, до 55 кг | Бронза |